# Szále János Ignác
Szále János Ignác (Magyaróvár, 1810. április 14. – Magyaróvár, 1870. április 13.) megyei hivatalnok, festő.

## Életpályája
Iskoláit szülővárosában kezdte, ahol 1824-ben fejezte be a piarista gimnázium 2. humanista osztályát. A filozófiai osztályokat Győrben végezte. 1831-ben ő volt Moson vármegye küldöttje a bécsi magyar testőrgárdában. Az 1840-es években műkedvelőként sajátította el a festészeti ismereteket a bécsi Művészeti Akadémián. Szále a testőrség 1848. évi feloszlatása után Magyaróvárra költözött és 1858-ig a vármegye szolgálatában állt. Megromlott egészsége miatt 48 évesen nyugdíjba ment. A piarista rendházban kapott lakást. Idejének java részét utazással és festéssel töltötte. Sok ausztriai és dunántúli témájú tájképe ismert, s megfestette Magyaróvár és környéke jellegzetes részeit is. Végrendeletében jelentős vagyonát a város szegényeire, a kórházra és a piarista kollégiumra hagyta. Ötven darabból álló festménygyűjteménye a piaristáktól 1950-ben a mosonmagyaróvári Hansági Múzeum tulajdonába került.
Szále János leginkább dunántúli illetve ausztriai romantikus tájképeket festett. Tájképeit azóta többször is kiállították Győr-Moson-Sopron és Veszprém megyei múzeumokban.

## Emlékezete
Mosonmagyaróváron utca viseli a nevét, s a piarista gimnáziumban emléktáblája található.

## Külső hivatkozások
- Szále János Ignác Kies vidék című képe a Magyar Nemzeti Galéria honlapján